# Kaiseradler (Art)
Der Kaiseradler (Aquila heliaca), auch Östlicher Kaiseradler genannt, ist eine Vogelart aus der Familie der Habichtartigen (Accipitridae). Das Verbreitungsgebiet dieses großen Vertreters der Unterfamilie Aquilinae reicht vom südöstlichen Mitteleuropa nach Osten bis China. Der früher als Unterart des Kaiseradlers betrachtete Iberienadler der Iberischen Halbinsel wird heute als eigene Art (Aquila adalberti) geführt und als Iberienadler bezeichnet.
Die Art bewohnt Steppen und strukturell ähnliche, offene Agrarlandschaften. Die Nahrung besteht vor allem aus kleinen bis mittelgroßen, bodenbewohnenden Säugetieren. Trotz einer Bestandszunahme in Südosteuropa in den letzten Jahrzehnten stuft die IUCN den Weltbestand als gefährdet („vulnerable“) ein.

## Beschreibung

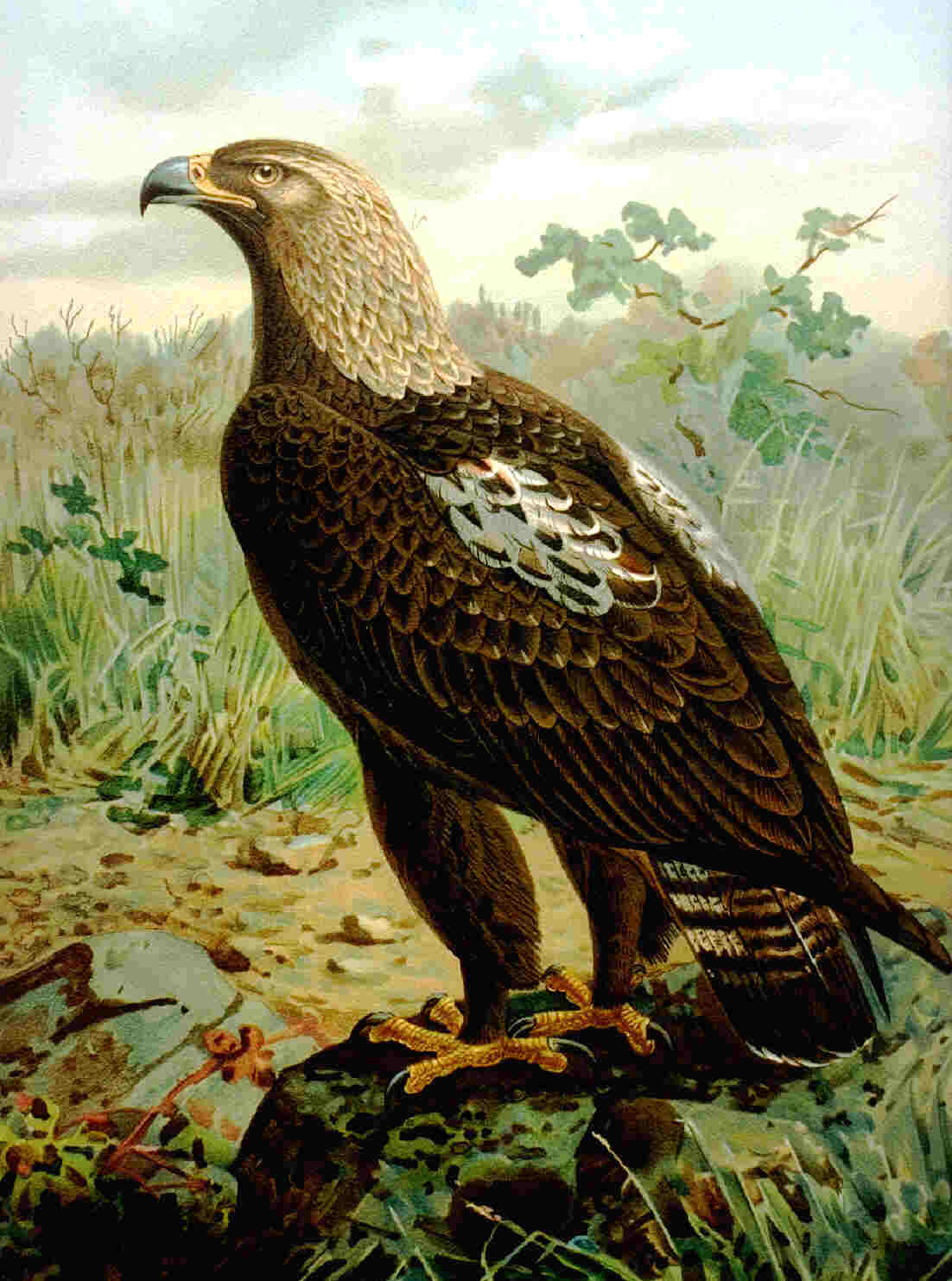
Kaiseradler, Illustration

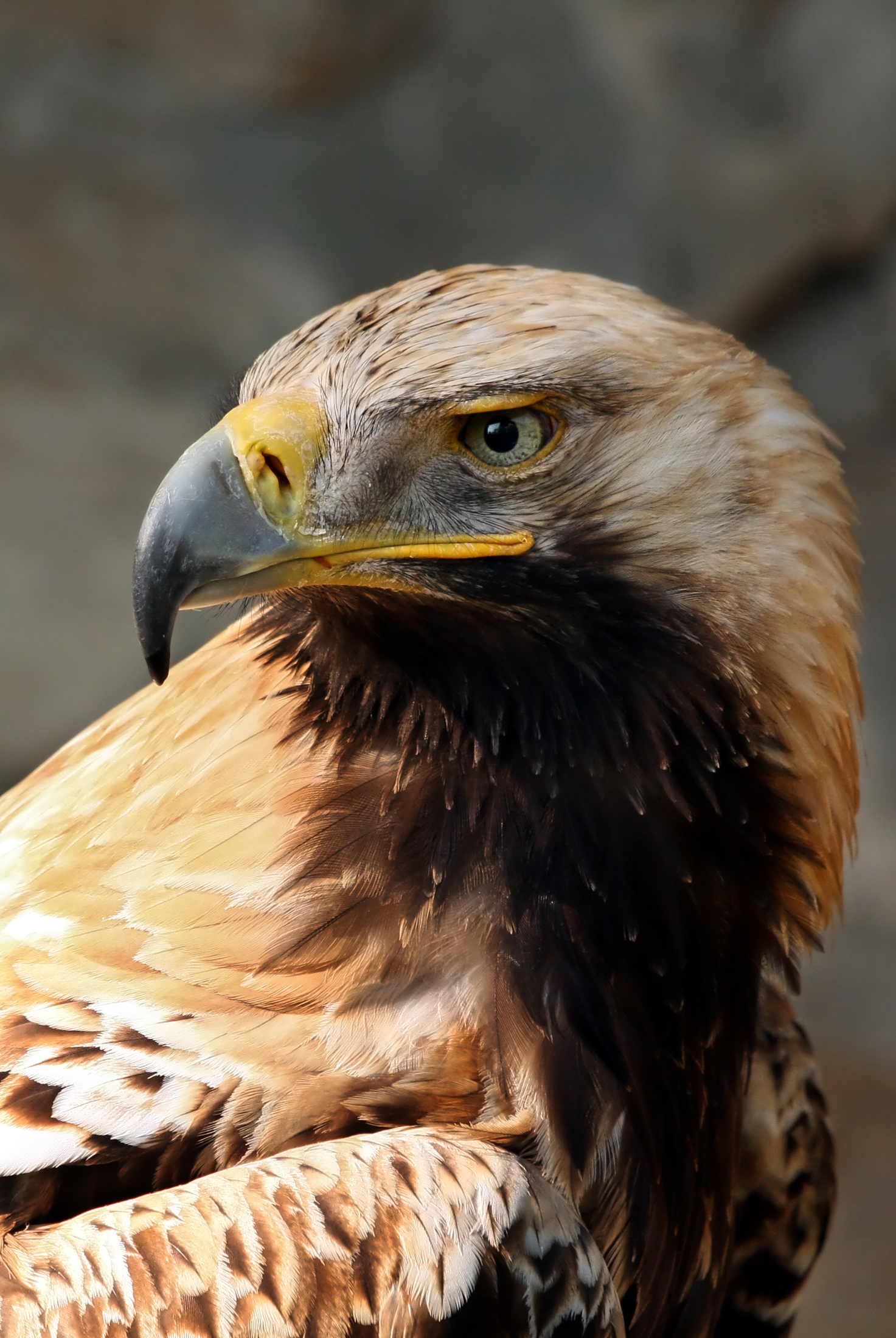
Kaiseradler, Porträt eines immaturen Vogels

Kaiseradler gehören zu den größten Vertretern der Unterfamilie Aquilinae, sie wirken sehr groß, schwer und kräftig, verglichen mit dem ähnlichen Steinadler aber etwas plumper. Sie erreichen eine Körperlänge von 68 bis 84 cm und eine Flügelspannweite von 1,76 bis 2,16 m und sind damit nur wenig kleiner als Steinadler. Der Geschlechtsdimorphismus ist bezüglich Größe und Gewicht deutlich ausgeprägt, Männchen erreichen im Mittel etwa 83 % der Größe der Weibchen. Männchen wiegen 2,45 bis 2,72 kg und haben eine Flügellänge von 540 bis 622 mm, Weibchen erreichen ein Gewicht von 3,16 bis 4,53 kg und eine Flügellänge von 565 bis 661 mm. Wie bei allen Vertretern der Gattung Aquila sind die Handschwingenspitzen stark gefingert und die Beine bis zu den Zehen befiedert. Im Flug wirken die Flügel lang und recht schmal, der relativ lange Schwanz ist am Ende fast gerade.
Adulte Vögel sind insgesamt fast einfarbig sehr dunkel schwarzbraun. Davon scharf abgesetzt ist eine weiße Fleckenzeichnung im Schulterbereich, außerdem sind Hinterkopf und Nacken hellbeige bis goldfarben. Der gesamte Rumpf, die Stirn sowie die Oberflügel- und die Unterflügeldecken sind dunkel schwarzbraun und bilden beim fliegenden Vogel einen nur schwachen Kontrast zu den etwas helleren, einfarbig dunkelgrauen Schwungfedern. Die Schwanzfedern sind basal unter- und oberseits silbrig grau und fein dunkel quergebändert und zeigen eine breite, schwarze Subterminalbinde sowie eine schmale weiße Endbinde.
Die Iris ist hell gelbgrau, die Wachshaut und die Zehen haben eine gelbe Färbung. Der Schnabel ist an der Basis breit grau und zur Spitze hin schwarz.
Das Jugendkleid unterscheidet sich erheblich von dem der Altvögel. Hals, Brust und Vorderbauch sowie die Unterflügeldecken sind einheitlich hell rötlich beige und zeigen auf diesem Grund eine kräftige braune Längsstrichelung. Am Unterbauch, auf den Unter- und Oberschwanzdecken sowie an den Beinen fehlt die dunkle Strichelung. Der Rücken und die kleinen und mittleren Oberflügeldecken sind braun und hell längs gestrichelt. Die großen Oberflügeldecken zeigen breite hellbeige Spitzenflecke.
Die Schwingen sind auf dunkelbraungrauem Grund vor allem basal fein hell gebändert, die 3–4 inneren Handschwingen sind gegenüber den übrigen Handschwingen meist deutlich aufgehellt. Der Stoß ist einfarbig dunkelbraungrau. Die inneren Handschwingen, die Armschwingen und die Schwanzfedern zeigen eine deutliche weißliche Endbinde. Die Iris ist grau bis braun. Die Jungvögel sind nach 6–7 Jahren ausgefärbt.

## Lautäußerungen
Der Balzruf besteht aus gereihten, tiefen und rauen, bellenden Rufen, die mit „rhä-rhä-rhä“, „krau-krau-krau“ oder „krock-krock-krock“ wiedergegeben werden können. Bei Bedrohung am Nest äußern beide Partner ein gedämpftes „ko-gok, vk vk ok“. Solche oder ähnliche, zum Teil an Kolkraben erinnernde Rufe wie „krä“ oder „gäk“ werden gelegentlich auch bei anderen Gelegenheiten geäußert. Der von Jungvögeln beim Betteln ständig genutzte Ruf ist zweisilbig und wird mit „stiarb“ umschrieben.

## Verbreitung und Lebensraum

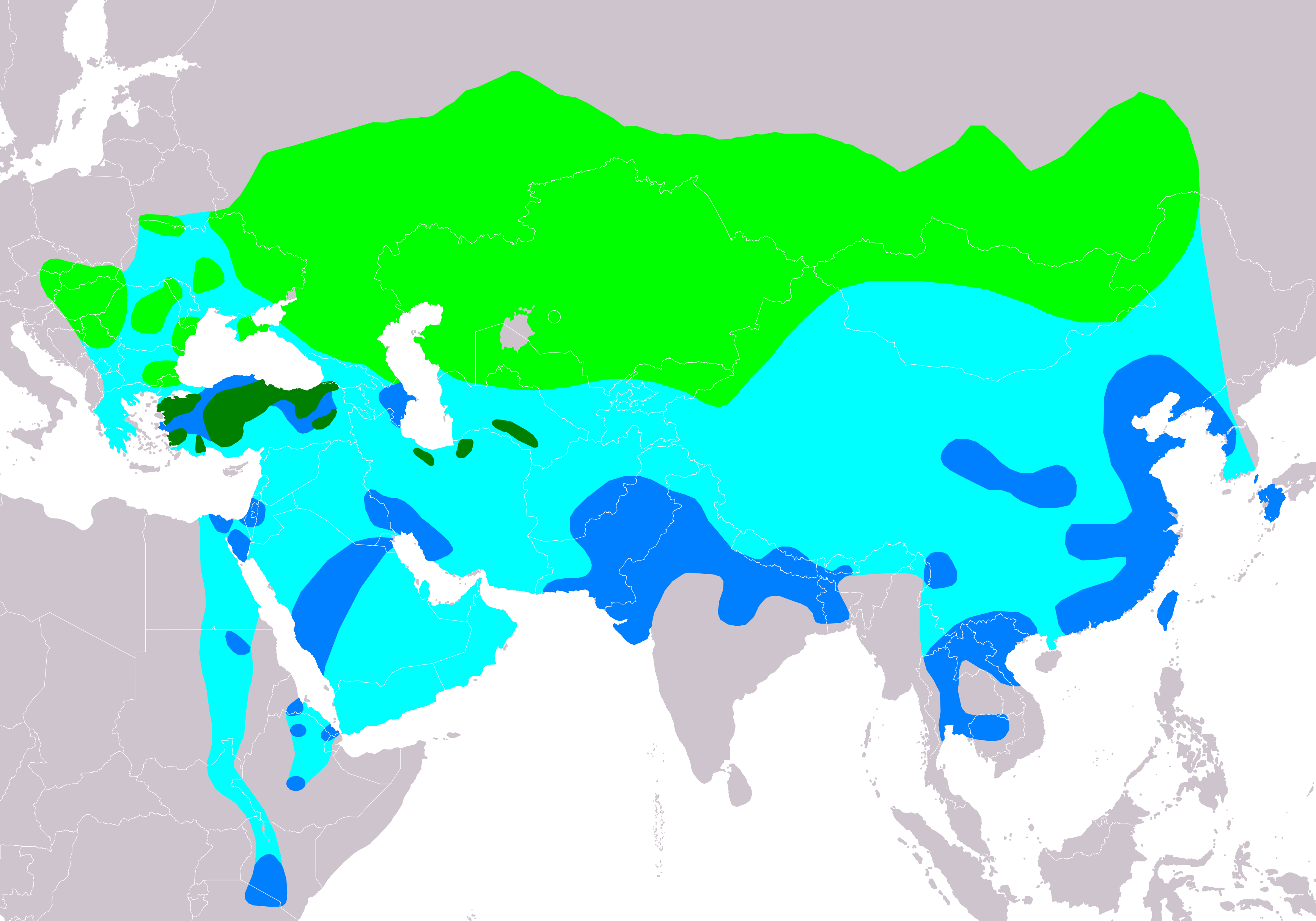
Kaiseradler:
Brutgebiete
Ganzjähriges Vorkommen
Migration
Überwinterungsgebiete

Das Verbreitungsgebiet der Art umfasst große Teile der Waldsteppen- und Steppenzone sowie die „Kultursteppe“ der Paläarktis und reicht vom südöstlichen Mitteleuropa bis zum Baikalsee in Sibirien. Seine nordwestliche Verbreitungsgrenze erreicht der Kaiseradler in Europa im Osten Österreichs und Tschechiens sowie in der Slowakei. Weitere Vorkommen weisen in Europa darüber hinaus neben Russland und der Ukraine noch Ungarn, Rumänien sowie verschiedene Länder der Balkanhalbinsel auf. Die Verbreitung in Europa ist disjunkt und in zahlreiche Einzelvorkommen zersplittert.
Der Kaiseradler bewohnte ursprünglich wohl nur halboffene und offene Steppen mit zumindest einzelnen Baumgruppen. Die Art besiedelt in Südosteuropa jedoch auch landwirtschaftlich genutzte Gebiete mit vergleichbarer Struktur der Vegetation.

## Systematik
Für die Art werden heute keine Unterarten mehr anerkannt. Der früher als Unterart des Kaiseradlers betrachtete Iberienadler der Iberischen Halbinsel wird heute als eigene Art (Aquila adalberti) geführt. Molekulargenetische Untersuchungen haben den Artstatus beider Taxa und deren enge Verwandtschaft als Schwestertaxa bestätigt. Nächster Verwandter der beiden Arten ist nach diesen Untersuchungen der Savannenadler (Aquila rapax).

## Jagdweise und Nahrung

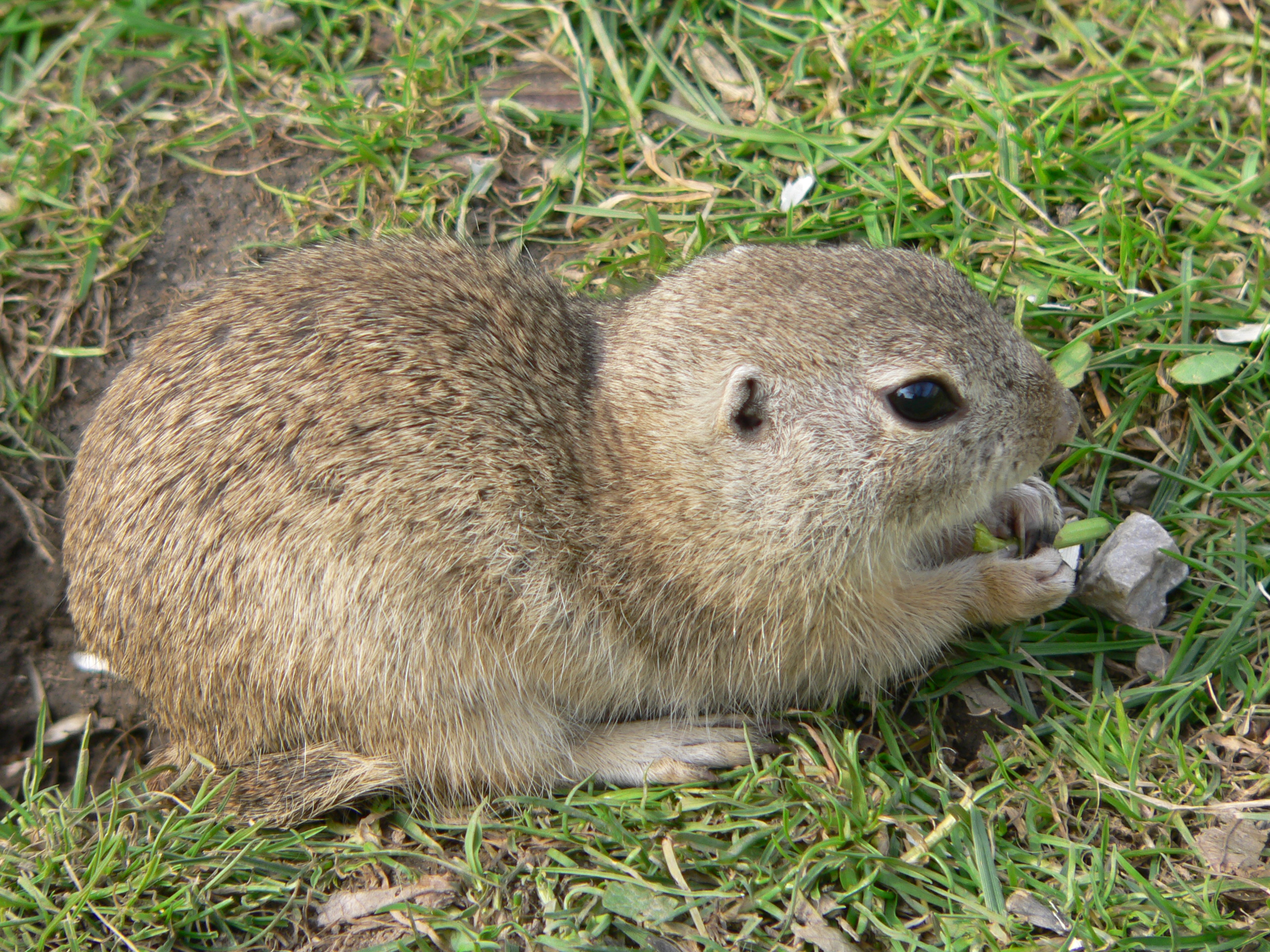
Der Ziesel ist in Südosteuropa und der Türkei eines der wichtigsten Beutetiere des Kaiseradlers

Die Art nutzt zur Jagd auf bodenbewohnende Tiere unterschiedliche Methoden. Am häufigsten sind die Ansitzjagd von einer niedrigen Warte, zum Beispiel einem Heuhaufen, Zaunpfählen oder niedrigen, kahlen Bäumen sowie Stoßflüge aus einem kreisenden Suchflug heraus. Größere Beutetiere werden aber wohl häufig aus dem bodennahen Suchflug heraus erbeutet. Seltener findet die Jagd zu Fuß auf kleine Beutetiere wie Insekten statt.
Grundlage der Ernährung sind meist nur wenige Arten kleiner bis mittelgroßer, bodenlebender Säugetiere, in weiten Teilen des Verbreitungsgebietes sind Ziesel und/oder Hamster die Hauptbeute. Daneben werden vor allem junge Vögel bis zur Größe junger Trappen und Kraniche, aber auch adulte mittelgroße Vögel wie Tauben, Hühnervögel und Rabenvögel erbeutet. Aas wird offenbar regelmäßig genutzt, seltener werden auch Frösche, Fische und Insekten gefressen.

## Fortpflanzung

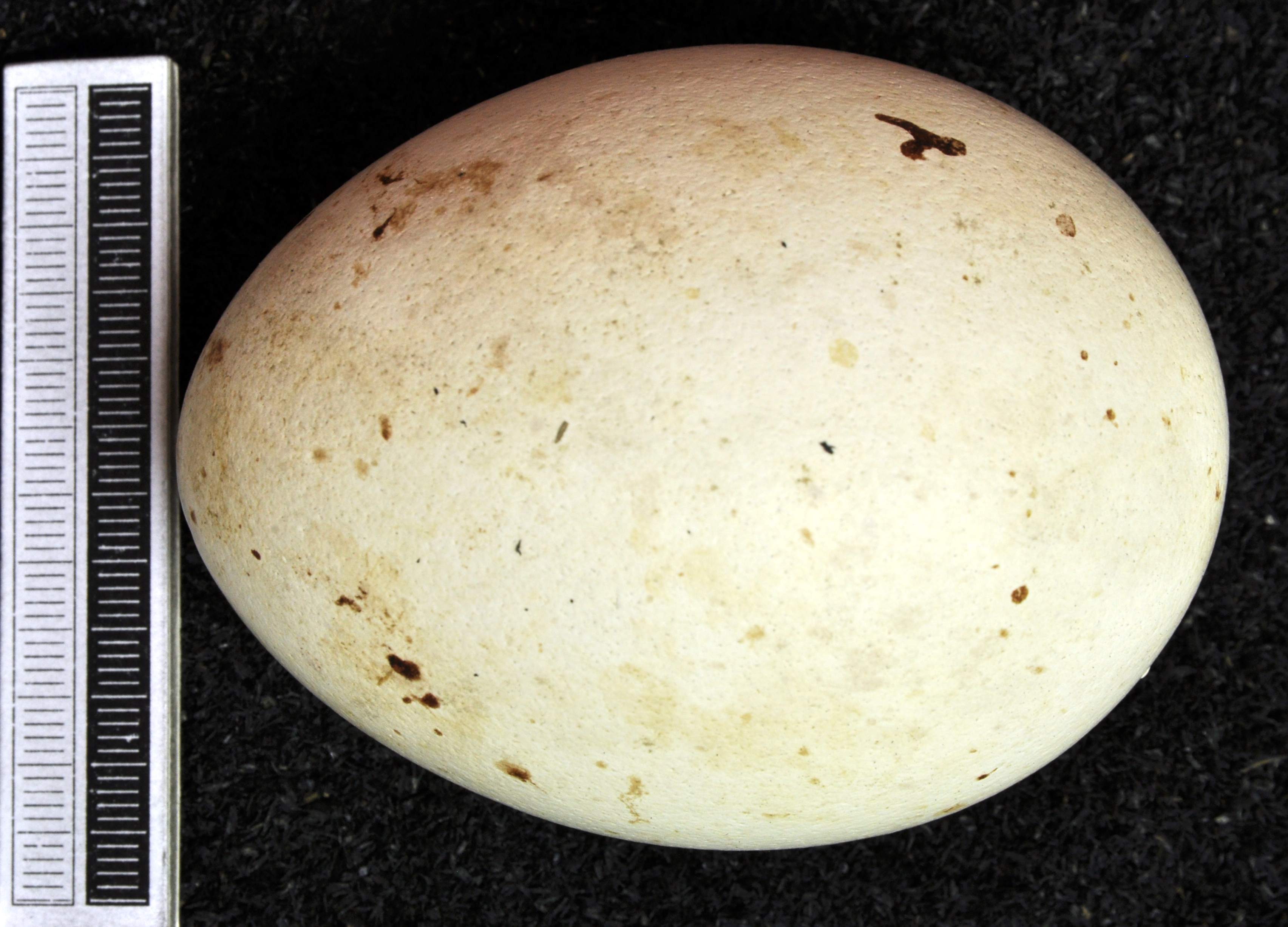
Ei, Sammlung Museum Wiesbaden

Die Balz beginnt meist unmittelbar nach der Ankunft am Brutplatz. Sie besteht meist aus dem hohen Kreisen eines oder beider Paarpartner über dem Brutplatz, dabei wird intensiv gerufen. Gelegentlich fliegen die Partner spielerisch Scheinangriffe aufeinander.
Die Nester werden überwiegend auf Laubbäumen errichtet. Häufig stehen die genutzten Bäume mehr oder weniger frei, in dicht von Menschen besiedelten Gebieten aber auch versteckt in größeren Waldgebieten und dann zum Teil weit entfernt von den Nahrungshabitaten. Die Nester bestehen im Unterbau aus daumendicken Ästen, die Nestmulde wird mit dünneren Ästchen, Fellfetzen und meist auch mit grünen Zweigen ausgelegt. Der Nestdurchmesser beträgt meist zwischen 100 und 130 cm. Die Nester werden oft mehrmals genutzt.
Die Eiablage erfolgt in Südosteuropa selten bereits Mitte März, meist jedoch Ende März bis spätestens Ende April. Die Gelege bestehen meist aus zwei bis drei Eiern, seltener aus nur einem Ei. Die Eier sind auf weißem Grund schwach bräunlich oder violett gefleckt. Sie messen im Mittel 73,3 × 56,5 mm.
Die Brutzeit beträgt etwa 43 Tage. Kainismus kommt bei Nahrungsmangel vor, ist aber nicht obligatorisch und es wird regelmäßig mehr als ein Jungvogel flügge. Beispielsweise wurden in der Slowakei in 152 Nestern 78-mal 1, 67 mal 2 und 7-mal 3 Nestlinge gefunden. Die Nestlingszeit dauert 62 bis 67 Tage; die Jungvögel fliegen meist Ende Juli bis Anfang August aus.

## Wanderungen
Die Abwanderung aus den engeren Brutrevieren erfolgt oft schon Ende August oder Anfang September, der eigentliche Wegzug beginnt überwiegend Ende Oktober bis Anfang November. Die Zugstrategien sind offenbar individuell und je nach Population sehr unterschiedlich. Einzelvögel überwintern im erweiterten Brutgebiet, der überwiegende Teil der Population ist jedoch Zugvogel, wobei hier das Spektrum von Kurz- bis zu Langstreckenziehern reicht. Hauptüberwinterungsgebiete sind Nordostafrika, Teile der Arabischen Halbinsel, der Nordwesten des Indischen Subkontinents sowie der Südosten Chinas. Anfang März bis Anfang April kehren die Vögel wieder an die Brutplätze zurück.
Individuelle Zugrouten wurden in den letzten etwa 15 Jahren durch Fang und Besenderung mit Satellitensendern erforscht. Zwei im Winter bei Taif in Saudi-Arabien gefangene Altvögel zogen im Frühjahr in Brutgebiete westlich des Urals in Russland. Ein ebenfalls dort gefangener vier Jahre alter Vogel zog hingegen überraschenderweise zur Übersommerung nach Nordchina unweit der Grenze zur Mongolei; der Zug dieses Vogels verlief also fast in Ost-West-Richtung.

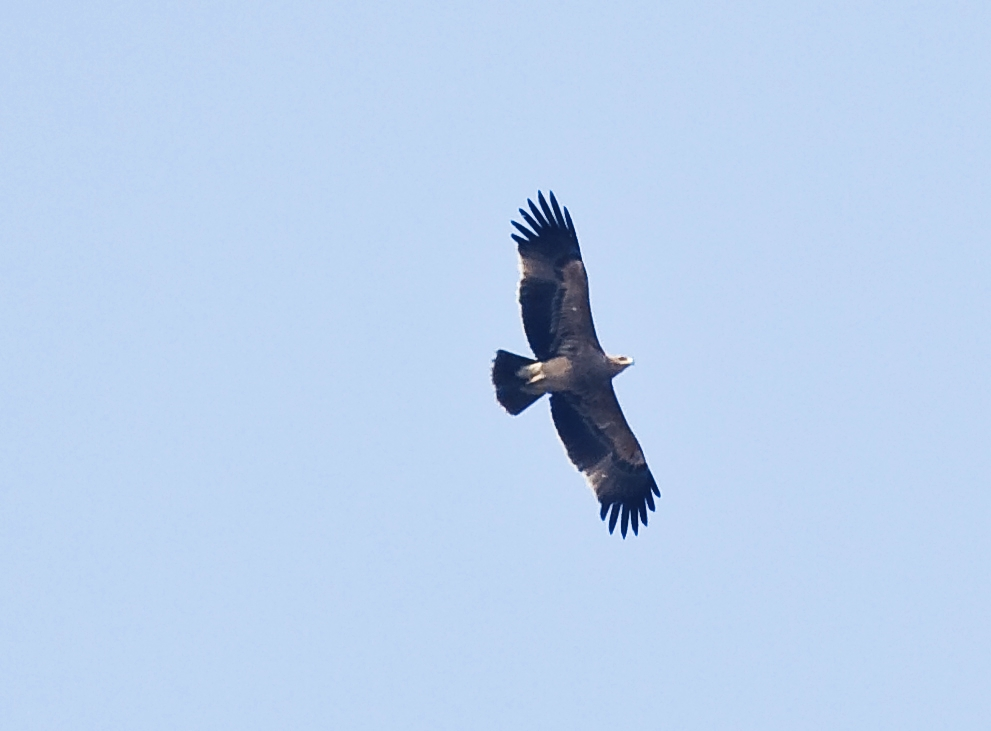
Junger Kaiseradler im Seewinkel (Österreich)

## Bestand und Gefährdung
Der Bestand in Europa wurde 2007 von der IUCN auf 1051 bis 1619 Paare geschätzt, der Hauptteil davon lebt im europäischen Teil Russlands mit allein 600 bis 900 Paaren. Eine große Population hat laut IUCN auch Kasachstan mit 750 bis 800 Paaren. Der Weltbestand wird von der IUCN auf einige tausend Paare geschätzt.
Der Kaiseradler hat von der menschlichen Tätigkeit, vor allem von der Öffnung der Landschaft, früher durchaus profitiert und sein Areal nach Westen ausgedehnt, so wurde das Karpatenbecken erst vor etwa 150 Jahren besiedelt. Im 20. Jahrhundert ist der Bestand dann aber zumindest in Südosteuropa dramatisch zurückgegangen, so ist die Art in Griechenland mittlerweile wohl ausgestorben, in Ungarn war die Population bis 1980 auf etwa 15 Paare geschrumpft und für Bulgarien wurde der Bestand für 1980 bis 1993 noch auf 15 bis 20 Paare geschätzt.
Wesentliche Rückgangsursache war die flächige Ausbringung von Giftködern zur Ausrottung von Wolf und weiteren Raubtieren sowie Rabenvögeln und direkte menschliche Verfolgung. Weitere Rückgangsursachen waren die großräumige Fällung von Einzelbäumen und Baumgruppen in der Agrarlandschaft, die dem Kaiseradler die Nistmöglichkeiten entzog, sowie die Umstellung der landwirtschaftlichen Nutzung, die zum Rückgang wichtiger Beutetiere wie dem Ziesel führte.
Etwa Ende der 1970er Jahre wurden in Ungarn und der Slowakei intensive Schutzprogramme für die Art begonnen. Neben der möglichst flächendeckenden Erfassung aller Brutpaare umfassen die Programme Absprachen mit den Landeigentümern zur Vermeidung von Störungen am Horst durch Land- und Forstwirtschaft, die Bewachung von Horsten, um Störungen durch Schaulustige und den Raub von Eiern oder Jungvögeln zu verhindern sowie den Bau von Kunsthorsten bzw. die Sicherung bestehender, absturzgefährdeter Horste.
Diese Programme waren und sind sehr erfolgreich, der Bestand in Ungarn stieg von 14 Paaren im Jahr 1985 auf 61 bis 65 Paare im Jahr 2002, in der Slowakei von zwölf Paaren 1981 auf 40 bis 45 im Jahr 2004. Im Zuge dieser Bestandserholung hat die Art auch ihr Verbreitungsgebiet nach Westen ausgedehnt, 1998 wurde Tschechien besiedelt (2004 2 Paare) und 1999 das ostösterreichische Burgenland (2004 ebenfalls 2 Paare). Erstmals seit 200 Jahren wurde auch in den Donauauen in Österreich im Jahr 2011 wieder ein Brutpaar beobachtet, nachdem sich der Kaiseradler einige Jahre zuvor bereits wieder in den Donau-March-Auen an der österreichisch-slowakischen Grenze eingenistet hatte. Ebenso wird 2014 von einem Kaiseradlerpaar mit einem Jungen im Nationalpark Neusiedlersee-Seewinkel im Hanság berichtet. Im Frühjahr 2019 wurden dann in Österreich schon wieder 22 Brutpaare mit 29 Jungvögeln gezählt. 2023 brachten 42 Kaiseradler-Paare 47 Jungadlern zum Ausfliegen. Zehn Kaiseradlern wurden bis November 2023 tot aufgefunden. Vier dieser Adler kamen an Windkraftanlagen zu Tode, bei zwei war die Todesursache nicht mehr nachweisbar, zwei Adler wurden illegal getötet und einer kollidierte mit der Bahn. Einem Adler musste nach dem Unfall der Flügel amputiert werden. 2024 wurde in Österreich ein Kaiseradler geschossen und einer vergiftet.
Aus dem asiatischen Teil des Verbreitungsgebietes liegen unterschiedliche Daten zur Bestandsentwicklung vor. Die Population an der Ostgrenze des Gesamtverbreitungsgebietes in der Umgebung des Baikalsees hat von 1982/83 bis 1998/99 um mehr als 40 Prozent abgenommen, die Gründe für diese Abnahme sind unklar. Hingegen hat der Bestand im 877 Quadratkilometer großen Naurzum-Reservat im Nordwesten Kasachstans seit 1946 offenbar zugenommen und war auch im Zeitraum 1990 bis 2002 stabil oder leicht anwachsend. Die IUCN stuft den Weltbestand des Kaiseradlers insgesamt als gefährdet („vulnerable“) ein.

## Eponyme
Der Asteroid des mittleren Hauptgürtels (8980) Heliaca ist nach Aquila heliaca benannt.